# Wyka wąskolistna
Wyka wąskolistna (Vicia sativa subsp. nigra (L.) Ehrh.) – podgatunek wyki siewnej. Roślina jednoroczna lub dwuletnia z rodziny bobowatych (Fabaceae). Jest cenną rośliną pastewną. W Polsce jest pospolita na niżu oraz w niższych partiach gór. W niektórych ujęciach taksonomicznych traktowany jest jako odrębny gatunek – wyka wąskolistna (Vicia angustifolia L.). Według aktualnej klasyfikacji The Plant List jest to podgatunek wyki siewnej.

## Morfologia

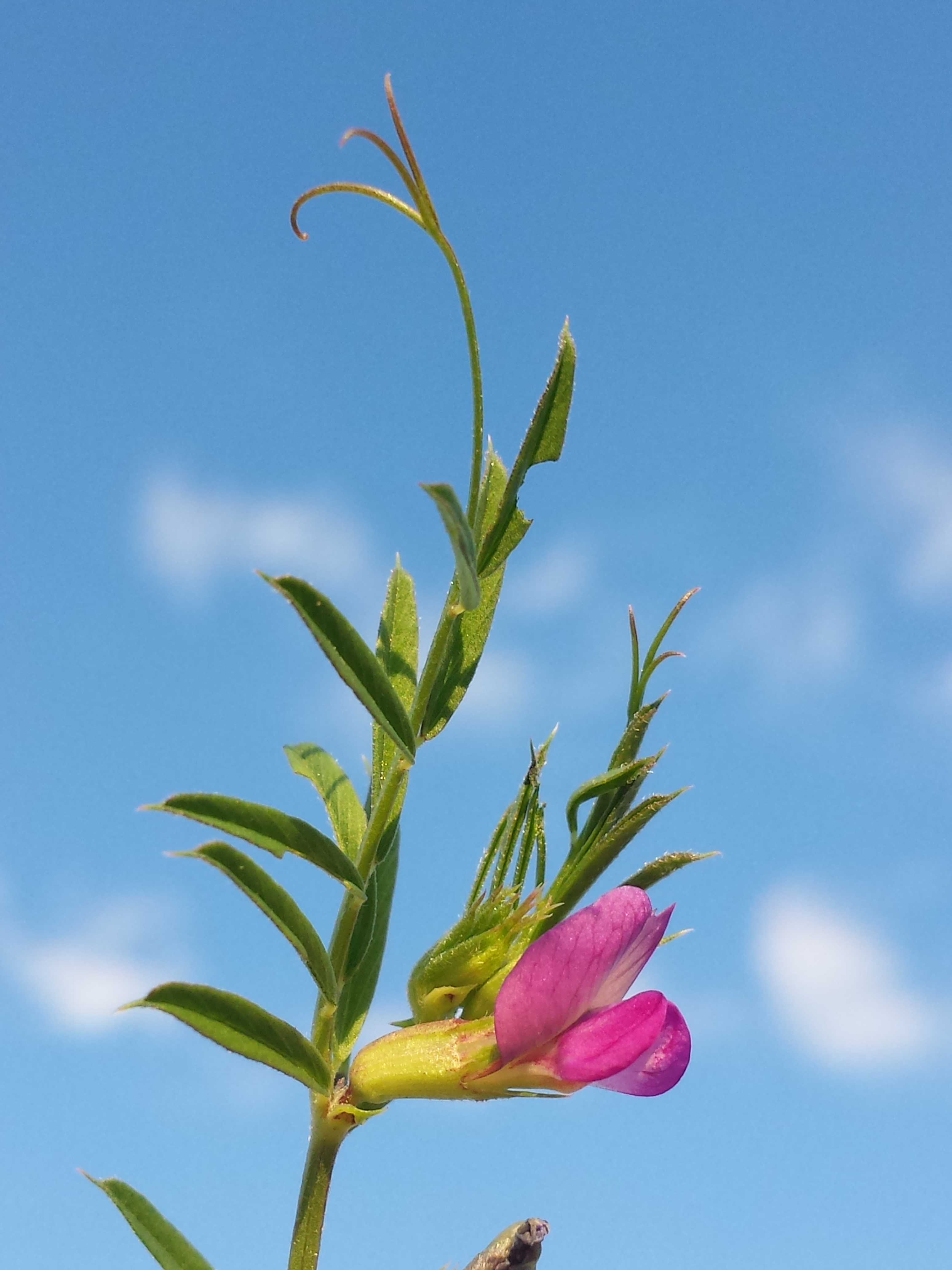
Kwiat

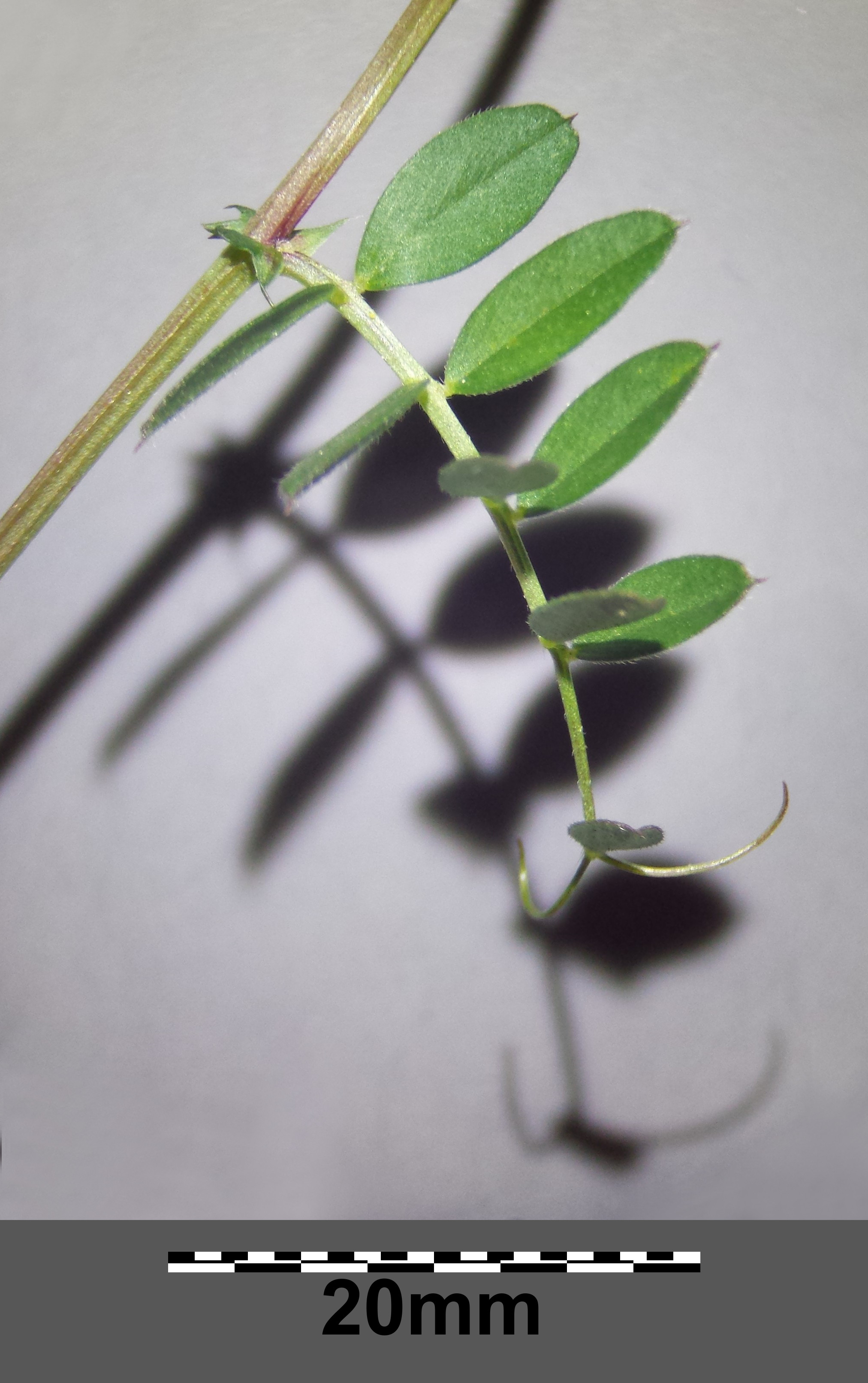
Liść

ŁodygaPnąca lub wzniesiona, osiąga wysokość 15–80 cm.
LiścieParzystopierzaste z 4–8 parami listków, o osi zakończonej wąsem czepnym. Listki równowąskie, podługowate, wycięte na szczycie lub zaokrąglone. Przylistki małe i ząbkowane.
KwiatyMotylkowe, długości 12–20 mm, osadzone pojedynczo lub po dwa w kątach liści. Korona różowofioletowa. Kwitnie od maja do lipca.
OwoceNagi, odstający strąk

## Siedlisko
Występuje na suchych łąkach, murawach, polach, na terenach ruderalnych, w suchych lasach i zaroślach.